# Kiroro
Kiroro est un groupe de musique japonaise ayant pour membres Ayano Kinjo au piano, et Chiharu Tamashiro au chant. Elles sont toutes deux nées en 1977 et originaires d'Okinawa. Le groupe est formé depuis 1995 et a remporté de grands succès au Japon avec des titres tels que "Mirai e", "Nagai Aida" et "Fuyu no Uta".

## Formation du groupe
Kiroro s'est formé en 1996 en tant que groupe indépendant avant de faire leur grand début avec la chanson "Nagai Aida (長い間)" en 1998.  Le nom du groupe viendrait d'un mot en Ainu. Alors qu'elle était à l'école primaire, Chiharu Tamashiro visitait une Hokkaido lors d'un programme d'échange étudiant. La langue Ainu fit une forte impression sur elle, et les mots "Kiroru" (large chemin) et "Kiroro-an" (résilient, en bonne santé) devaient former la base du nom de son groupe. Cependant, le nom "Kiroro" était déjà enregistré  en 1981, pour une station balnéaire. Victor Entertainment a fait un arrangement pour l'utilisation du nom. 

## Vies personnelles
En janvier 2005, la chanteuse Chiharu Tamashiro a annoncé ses fiançailles avant de se marier le 17 avril de la même année. En mai 2005, c'était au tour de Ayano Kinjo d'annoncer une grossesse et un mariage. Chiharu Tamashiro annonçait elle-même sa grossesse en juillet. Elles ont donc donné un concert à "quatre personnes" à Okinawa en septembre 2005, avant de prendre un congé de maternité.  

## Discographie
Albums
1. Nagai Aida ~Kiroro no Mori~ (長い間 ～キロロの森～) - Octobre 1998
2. Hiruyasumi (昼休み) - September 1999 (album solo d'Ayano Kinjo)
3. Suki na Hito ~Kiroro no Sora~ (好きな人 ～キロロの空～) - Décembre 1999
4. Nanairo (七色) - September 26, 2000 (Album concept)
5. TREE OF LIFE - Janvier 2001 (Taïwan et Japon)
6. Kiroro no Uta 1 (Kiroroのうた1) - Février 2002 (Meilleur Album)
7. Four Leaves Clover - Decembre 2002
8. Diary - Mars 2004
9. Kaeru Basho (帰る場所) - Janvier 2005 (édition limitée à Okinawa), juin 2005 (édition nationale) (Mini album) (Dédicacée à leur ville natale Okinawa. L'édition nationale contient également un clip d'introduction qui décrit les endroits intéressants d'Okinawa.)
10. Wonderful Days - Novembre 2005
11. Kiroro no Ichiban Ii Uta Atsumemashita (キロロのいちばんイイ歌あつめました) - Mars 2006 (Meilleur album choisi par les fan)
12. Kiroro no Hōra, Naki Yanda! (キロロのほーら、泣きやんだ!) - Mars 2007 (album de berceuses pour bébés jouées par Ayano Kinjo)
13. Kiroro no Ichiban Ii Uta Atsumemashita ~10th Anniversary Edition~ (キロロのいちばんイイ歌あつめました～10th Anniversary Edition～) - Mars 2007 (édition des collectionneurs)
14. Kodomo to Issho ni Kikitai Kiroro no uta (子供といっしょにききたいキロロのうた?) - Mars 2016 (Concept Best Album)